# Замок Баттевант

Герб феодалів де Баррі.

Замок Баттевант (англ. Buttevant Castle, ірл. Caisleán na Cill na Mullach) — замок Кілл на Муллах, замок Церкви Зустрічі — один із замків Ірландії, розташований в графстві Корк, біля одноіменного селище (в середні віки — міста) Баттевант. Нині замок лежить в руїнах. На цьому місці ще в давні часи. задовго до англо-норманського завоювання Ірландії існувало ірландське селище та фортеця Карріг Донеган, що належало клану Донеган.

## Історія замку Баттевант
Замок був побудований біля 1200 року і став основною резиденцією ірландських ватажків клану Донеган. Клан Донеган успішно протистояв англо-норманскій агресії в Ірландії, але в 1206 році замок Баттевант захопив Девід де Баррі — син Філіпа де Баррі. У цьому ж році старший син Філіпа де Баррі — Вільям де Баррі отримав грамоту від короля Англії Джона Безземельного на володіння землями і титул лорда Кастілонс, Баттевант та Барріскорт, де він почав розбудовувати замки.
Біля замку Баттевант було розбудоване місто — торговий центр. Місто отримало грамоту, яка підтверджувала права міста від короля Англії Едварда ІІІ. Замок згадується в документах 1364 року під назвою Ботон. Папа Інокентій VIII згадує замок під назвою Боттонім у 1489 році. Вважається, що назва замку Баттевант походить від гасла феодалів роду де Баррі: «Butez en Avant» — «Йти вперед».
Король Англії Генріх ІІІ 26 вересня 1234 року дарував володарю замку Баттевант — Девіду Огу де Барріграмоту, в якій дозволяв проводити біля замку ярмарки щонеділі та на день святого євангеліста Луки (17-18 жовтня) і в шість наступних днів. У 1301 році король Англії затвердив право Джона де Баррі на титул барона, право поставити шибеницю і карати на горло, право брати штрафи за пролиття крові, якщо справа стосується англійців, а не ірландців, з якими і церемонитись нічого. Це право поширювалось на землі та замки Баттевант, Кастлліон, Рахбаррі, Ліслі.
Біля замку були побудовані: церква святої Бритіти, млин, лікарня, монастир. У 1250 році біля замку побудували міст через річку Авбег.
У 1317 році Джон Фіц Девід де Баррі отримав від короля Англії гроші — 105 фунтів стерлінгів (на той час величезна сума) для зміцнення фортеці навколо міста і замку. Ще раз гроші були виділені для цієї ж мети в 1375 році королем Англії Едвардом ІІІ. На початку ХХ століття біля замку розміщувався Другий батальйон Королівського ірландського полку.